# ماري هيلين دي روتشيلد
ماري هيلين نيلا ستيفاني جوزينا دي روتشيلد ( 17 نوفمبر 1927-1 مارس 1996) كانت فرنسيً بارزة أصبحت عميدة للمجتمع الباريسي الراقي وكانت عضوًا في عائلة روتشيلد المصرفية البارزة في فرنسا.

## النشأة والتعليم
ولدت البارونة ماري هيلين نيلا ستيفاني جوسينا فان زويلين فان نيفيلت فان دي هار في مدينة نيويورك ، وكانت البكر من بين ثلاثة أطفال لمارغريت ماري ناميتالا (1901-1970) والبارون إيغمونت فان زويلن فان نيفيلت (1890-1960). ولدت والدتها في مصر لأبوين سوريين مهاجرين ، وكان والدها دبلوماسيًا ورجل أعمال من أصول يهودية وهولندية. كانت جدة ماري هيلين لأبها هي البارونة هيلين دي روتشيلد (1863-1947) ، وهي أول امرأة تشارك في سباق دولي للسيارات وابنة البارون سالومون جيمس دي روتشيلد . كان جد ماري هيلين لأبها هو البارون الروماني الكاثوليكي الهولندي إتيان فان زويلن فان نيفيلت (1860-1934) التابع لعائلة فان زويلين فان نيفيلت .
تلقت تعليمها في كلية ماريماونت في تاريتاون ، نيويورك وبعد الانتهاء من المدرسة ذهبت إلى باريس. 

## زواجها
تزوجت ماري هيلين مرتين:
- في عام 1950 ، تزوجت من الكونت الفرنسي فرانسوا دي نيكولاي (1919-1963) وهو مربي خيل التقت به في باريس بعد المدرسة. انجبوا ابن واحد ، فيليب دي نيكولاي (مواليد 1955). انفصلا عام 1956 [3] فيليب هو مدير Paris Orleans PA ، وهو بنك استثماري فرنسي تابع إلى عائلة روتشيلد. [4] فيليب متزوج من الأميرة صوفي دي لين ، ابنة أنطوان البلجيكي ، أمير لين وأمير لوكسمبورغ أليكس .
- في عام 1957 ، تزوجت من ابن عمها الثالث البارون جاي دي روتشيلد (1909-2007) رئيس بنك دي روتشيلد فرير. تزوجا في 17 فبراير 1957 في مدينة نيويورك. كانت هذه هي المرة الأولى التي يتزوج فيها رئيس إحدى عائلات روتشيلد من زوجة غير يهودية. أُجبر جاي على الاستقالة من رئاسة الجالية اليهودية في فرنسا. نظرًا لكون ماري هيلين كاثوليكية ، فقد طُلب منها الحصول على إعفاء بابوي لإلغاء زواجها الأول حتى تتمكن من الزواج مرة أخرى خارج العقيدة الكاثوليكية. كان لديهم طفل واحد ، إدوارد إتيان ألفونس ، نشأ يهوديًا. [3]

## مرضها ووفاتها
بعد محاربة السرطان والتهاب المفاصل الروماتويدي المُصاب بالشلل لأكثر من عشر سنوات ، توفيت ماري هيلين دي روتشيلد في عام 1996 في منزلها الريفي فيرير عن عمر يناهز 68 عامًا. أقيم قداس جنائزي كاثوليكي في كنيسة Saint-Louis-en-l'Île في باريس ،  وكان ضيوف الجنازة فاليري جيسكار ديستان ، وكلود بومبيدو ، وبرناديت شيراك ، وجاني أجنيلي ، وآلان ديلون ، وإيف سان لوران . دُفنت في توك ، كالفادوس ، حيث امتلك فرع زوجها من عائلة روتشيلد الفرنسية ، مزرعة خيول شهيرة لأكثر من قرن.

## روابط خارجية
- ماري هيلين دي روتشيلد: مصممة الرقصات النجمية في المجتمع - مقالة 1992 في إنترناشونال هيرالد تريبيون .